# Julius Kaljo
Julius Kaljo (* 22. Dezember 1909jul. / 4. Januar 1910greg. in Reval, Gouvernement Estland; † 12. Mai 1954 ebenda) war ein estnischer Fußballspieler.

## Karriere
Julius Kaljo spielte in seiner aktiven Fußballkarriere für die estnischen Hauptstadtvereine Tallinna JK, JS Estonia Tallinn, SK Tallinna Sport und Esta Tallinn. In den Spielzeiten 1929, 1933 und  1934 wurde der Mittelläufer mit seinen Vereinen jeweils Vizemeister in der estnischen Fußballmeisterschaft.
Im Juni 1931 debütierte Kaljo in der Estnischen Nationalmannschaft gegen Finnland. Mit der Nationalmannschaft nahm Kaljo in den 1930er Jahren viermal am Baltic Cup teil. Neben Einsätzen bei diesen Turnieren absolvierte Kaljo Qualifikationsspiele für die anstehende Weltmeisterschaft 1938 gegen Schweden, Finnland und Deutschland.
Für Estland kam Julius Kaljo zwischen 1931 und 1938 auf insgesamt 16 Einsätze, bei denen er zwei Tore erzielte.
Im Zweiten Weltkrieg wurde er in die Rote Armee eingezogen.